# Belmont (Harrow)
 (décembre 2023).
Si vous disposez d'ouvrages ou d'articles de référence ou si vous connaissez des sites web de qualité traitant du thème abordé ici, merci de compléter l'article en donnant les références utiles à sa vérifiabilité et en les liant à la section « Notes et références ».
Pour les articles homonymes, voir Belmont.
Belmont est une zone anglaise située au nord-ouest de Londres, dans le borough londonien de Harrow.